# 楢原利則
楢原 利則（ならはら としのり、1948年（昭和23年）3月17日 - ）は、日本の政治家。元福岡県久留米市長（2期）。

## 来歴
福岡県大刀洗町出身。1971年3月、西南学院大学商学部卒業。同年4月、久留米市役所に入所。2007年4月から2009年12月まで久留米市副市長をつとめた。
2010年1月2日、久留米市長の江藤守國が健康上の理由により辞任。同年1月31日に行われた久留米市長選挙に無所属で出馬し、初当選。投票率は30.25%。2月1日、市長就任。
2014年1月の市長選で2期目の当選。投票率は37.75%。
2018年1月の市長選は出馬せず引退。